# Sidonius
Sidonius (* im Rhône-Loire-Gebiet; † nach 580) war Bischof von Mainz. Er entstammte einer vornehmen aquitanischen Familie.

## Leben
Wann genau Sidonius Bischof wurde, ist nicht bekannt. 566 jedoch war er Gastgeber des Venantius Fortunatus, welcher Sidonius nachher in Versen verewigte. Aus diesen geht hervor, dass Sidonius damals wohl seit kurzem, also vielleicht seit 565, Bischof der Diözese Mainz war. Diese Überlieferungen sind praktisch die einzigen Zeugnisse des bedeutenden ersten Franken auf dem Mainzer Bischofsstuhl. 
Mainz war erst kurz zuvor durch die so genannte fränkische Landnahme in das Herrschaftsgebiet der merowingischen Frankenkönige gekommen, deren bedeutendster Vertreter Chlodwig I. sich um 498 hatte taufen lassen und so Schutzherr der Römisch-katholischen Kirche in Franken wurde. Als seine Nachfolger Theuderich I. und Theudebert I. an die wichtige Aufgabe gingen, die Beschlüsse des chlodwigschen Reichskonzils von 511 durchzusetzen und die Kirche in Franken zu organisieren, besetzten sie wichtige Bischofsstühle gerne mit aquitanischen Klerikern wie Sidonius.
In Mainz schuf Sidonius die Voraussetzungen für den späteren Aufstieg des Mainzer Bistums zum Erzbistum und Hauptstadt des größten Metropolitanverbandes.
Er ließ eine neue Kathedrale und andere neue Kirchenbauten errichten und förderte das Wissen über den christlichen Kult und die Begehung des christlichen Glaubens wie z. B. die Festlegung von Prozessionswegen, die im Kern bis ins Spätmittelalter Bestand hatten. Die Patrozinien der ihm zugeschriebenen neuen Kirchen erinnern an seine aquitanische Herkunft Theomastus, Martin von Tours, Hilarius von Poitiers. Nach derzeitigem Forschungsstand ist die frühchristlich-fränkische Bischofskirche St. Martin mit der Marienkirche (heute St. Johannis) als Katechumenkirche gleichzusetzen., was aber archäologisch noch nicht fassbar ist.
Sidonius war durch königliche Unterstützung faktisch Stadtherr von Mainz und förderte als solcher die Wirtschaft, legte eine Rheinbefestigung an und sorgte sich um die Armenfürsorge.